# Fostina Dixon
Fostina Dixon Kilgoe (* 16. August 1956 in Wilmington (Delaware) als Fostina Dixon) ist eine amerikanische Jazzmusikerin (Saxophone, Gesang, Komposition, auch Vibraphon und Bassklarinette).

## Leben und Wirken
Dixon, die von Kindheit an stark durch die afroamerikanische Gospelmusik geprägt ist, lernte in der Schule Klarinette und Baritonsaxophon. Sie studierte zunächst Medizin, wechselte aber ein Jahr später an die Berklee School of Music, wo sie auch weitere Holzblasinstrumente lernte. Noch als Studentin begann sie, zwei Jahre lang in der Begleitband von Marvin Gaye zu spielen. Sie zog dann nach Los Angeles, wo sie in den Bands von Gerald Wilson und Jimmy Cleveland spielte und Sammy Davis Jr. und Nancy Wilson begleitete. Dann gründete sie ihr eigenes Ensemble Collage, mit dem sie auch eigene Werke aufführte.
Mit ihrer Band Winds of Change war sie national auf Tournee. In den späten 1980er Jahren war sie mit ihrem damaligen Ehemann James Blood Ulmer mehrfach in Europa. Seit 2003 leitete sie auch die Wilmington Youth Jazz Band. Sie arbeitete auch mit Melba Liston, Abbey Lincoln, Barry Harris, Earl May and the Big Apple Jazzwomen. Auch ist sie mit Gil Evans, Roy Ayers, Tom Browne, Charlie Persip, Cab Calloway, Slide Hampton, Frank Foster, Joe Williams, Bobby Vinton und Prince aufgetreten. Weiterhin ist sie auf Alben von Leo's Sunshipp, Lesley Drayton, Major Holley, Calvin Weston (Dance Romance), Bobby Bland und den Fat Boys zu hören. 

## Diskographische Hinweise
- Yesterday, Today and Forever (Fossiebear Productions 2010)